# Јован Сурутка
Јован Сурутка (Бања Лука, 1921 — Београд, 12. децембар 2006) био је редовни професор и декан Електротехничког факултета у Београду и редовни члан Српске академије наука и уметности (САНУ). Истакао се радовима из електромагнетике, једне од основа електротехничких наука.

## Биографија
Јован Сурутка је завршио гимназију у Бањој Луци 1939. године, а дипломирао је на Електротехничком одсеку Техничког факултета, данас Електротехнички факултет Универзитета у Београду, 1947. године. Запослио се као асистент у Институту за телекомуникације САНУ, а године 1950. изабран је за предавача на Електротехничком факултету за предмет Теоријске основе телекомуникационе технике. Докторат је одбранио 1957. на Електротехничком факултету у Београду. У звање доцента изабран је 1954. године, а ванредни професор постао је 1959. Редовни професор за предмет Теоријска електромагнетика постао је 1968. године. За дописног члана САНУ изабран је 1974. године, а 1983. године за њеног редовног члана. До одласка у пензију 1986. године предавао је Основе електротехнике.
Професор Јован Сурутка је био декан Електротехничког факултета Универзитета у Београду у два изборна периода, 1962—64. и 1969—70. године. Допринео је и оснивању програма и развоју наставе на техничким факултетима у Нишу, Скопљу, Бањој Луци, Новом Саду и Подгорици.

## Књиге и стручни радови
Доктор Јован Сурутка је утемељио истраживање и наставу електромагнетике у Југославији. Посебну пажњу посветио је теоријској и примењеној (нумеричкој) магнетици, као и теорији и пројектовању антенских система. Поред тога бавио се и простирањем радио таласа у природном окружењу и системима и мрежама за емитовање и пренос радио и телевизијских програма. Аутор је или коаутор око 200 научних и стручних радова, од којих су многи публиковани у реномираним међународним часописима, зборницима научних конференција и у документима Међународне уније за телекомуникације. Пројектовао је велики број антенских система за средње, кратке и ултракратке таласе за разне организације и институције и у Југославији и у иностранству. Од уџбеника професора Сурутке најпознатији је „Електромагнетика“, који су користиле генерације студената електротехничких факултета.

## Признања
За заслуге на пољу науке, електротехничке струке и образовања Јован Сурутка је добио многобројне награде и признања:
- др Универзитета "Ђуро Пуцар Стари" у Бањој Луци, 1989.
- Октобарска награда Београда, 1967.
- Награда ЕТАН, 1970.
- Годишња награда Радио-телевизије Београд или РТС, 1971, 1978, 1998.
- Орден рада са златним венцем, 1965.
- Орден републике са сребрним венцем, 1978.
- Орден заслуга са златном звездом, 1986.